# Stretto di Salue Timpaus
Lo stretto di Salue Timpaus (indonesiano: Selat Salue Timpaus) è un braccio di mare che separa le isole Banggai, a ovest, dalle isole Sula, ad est. Lo stretto, lungo circa 50 km e largo 26 km, collega il mare delle Molucche, a nord, con il mar di Banda, a sud.
Lo stretto di Salue Timpaus segna il confine fra le province di Sulawesi Centrale e Maluku Settentrionale.